# بولوتبک شمشیف
بولوتبک شمشیف (انگلیسی: Bolotbek Shamshiyev; ۱۲ ژانویهٔ ۱۹۴۱ – ۲۱ دسامبر ۲۰۱۹) کارگردان و فیلم‌نامه‌نویس قرقیزستانی بود. او یازده فیلم را بین سال‌های ۱۹۶۵ و ۱۹۸۸ کارگردانی کرد. فیلم کشتی سفید او در سال ۱۹۷۶ به بیست و ششمین جشنواره بین‌المللی فیلم برلین راه یافت.

## جوایز:
او برندهٔ جوایزی همچون جایزه دولتی اتحاد شوروی و جایزه هنرمند مردمی اتحاد جماهیر شوروی شده‌است.